# Stand by Me (film)
Stand By Me är en amerikansk dramafilm från 1986 i regi av Rob Reiner med Wil Wheaton, Jerry O'Connell, Corey Feldman och River Phoenix i huvudrollerna. Filmen hade sverigepremiär den 27 mars 1987.

## Handling
Stand by Me handlar om ett gäng pojkar i 12–13-årsåldern: Chris, Gordie, Vern och Teddy. En dag får de reda på att det finns ett lik någonstans i skogen. Det är en pojke i deras egen ålder som ska ha blivit påkörd av ett tåg och polisen har ännu inte hittat honom. Vern råkar höra när hans äldre bror berättar för sin kompis att han vet var liket finns, och snabbt bestämmer sig Vern och de andra för att ge sig ut i skogen för att leta efter det försvunna liket. När expeditionen tar sin början är alla fyra förväntansfulla och bekymmerslösa, men snart dyker problemen upp ett efter ett. Och när de till slut når sitt mål väntar en obehaglig överraskning.

## Om filmen
Stand by Me är regisserad av Rob Reiner efter Stephen Kings novell ur novellsamlingen Sommardåd/Vinterverk. Novellens svenska namn är Höstgärning och den engelska originaltiteln är The Body.

## Rollista (i urval)
| Wil Wheaton       | – Gordie Lachance                   |
| River Phoenix     | – Chris Chambers                    |
| Corey Feldman     | – Teddy Duchamp                     |
| Jerry O'Connell   | – Vern Tessio                       |
| Kiefer Sutherland | – Ace Merrill                       |
| Casey Siemaszko   | – Billy Tessio                      |
| John Cusack       | – Denny Lachance, Gordies storebror |
| Richard Dreyfuss  | – Vuxen Gordie/Berättaren           |